# Santos Martínez Saura
Santos Martínez Saura (La Unión, 1909-Ciudad de México, 1997) fue un escritor y político español, conocido por haber sido el secretario civil de Manuel Azaña durante la Segunda República Española. Tras la guerra civil española se exilió en México. 

## Biografía
Siendo universitario en Madrid a finales de los años 1920, su actividad política contra el general Miguel Primo de Rivera le acarrea un breve período de prisión y destierro. Precisamente en los cenáculos donde se conspiraba contra la dictadura conoce a Manuel Azaña, así como a otros intelectuales de la época que fueron sus buenos amigos: Luis Bello, José Díaz Fernández, Antonio Espina, Federico García Lorca, Cipriano Rivas Cherif, Ramón del Valle-Inclán y Juan Negrín. También formó parte de la republicana Federación Universitaria Escolar (FUE).
Se une a Cipriano Rivas Cherif en la activa campaña organizada para que se excarcele a Manuel Azaña (entonces presidente de Izquierda Republicana), preso a bordo del crucero Sánchez Barcáiztegui (surto en el puerto barceloní), acusado de haber instigado las revoluciones asturiana y catalana de 1934. Obtenida la liberación del líder, Martínez Saura sería su fiel secretario (en sustitución del poeta Juan José Domenchina), continuando en tal función tras la formación del Frente Popular y también tras la elección de Azaña como presidente de la Segunda República Española. 
Asimismo, Martínez Saura acompañó al presidente en los momentos difíciles del golpe militar-fascista de 1936, la derrota, el exilio y la muerte. Conocido el alzamiento militar, fue Martínez Saura quien aconsejó al presidente trasladarse al Palacio Nacional por considerarlo más seguro. El fiel secretario fue quien se haría cargo entonces del capítulo de seguridad de la casa presidencial, siendo su primera y urgente medida desarmar a la unidad de la Guardia Civil llegada a Palacio para proteger al presidente; de igual manera, ordenó que el antiguo Regimiento Inmemorial del Rey n.º 1, que también se había desplazado a Palacio, se reintegrara a su cuartel, por no ser de su total confianza los mandos de ambos destacamentos. 
Exilado en México en diciembre de 1939, preside el Centro Republicano Español, alternando su actividad política con la literaria y crítica; colaboraba, pues, en importantes diarios y revistas hasta poco antes de su muerte. Notables personalidades del país lo distinguieron con su amistad, tales el mismo presidente Lázaro Cárdenas del Río, Isidro Fabela, Francisco Martínez de la Vega y Jesús Reyes Heroles. Hizo amistad con Luis Buñuel y sería, él mismo, importante empresario cinematográfico. 
Martínez Saura dejó unas interesantes memorias dedicadas, casi en exclusiva, a su periodo de secretario del presidente de la República Española. En ellas incluye testimonios de importantes personalidades de su tiempo, como José Giral, Miguel Maura o Antonio Machado. Otra obra suya importante es Espina, Lorca, Unamuno y Valle-Inclán en la política de su tiempo, semblanza del papel de los intelectuales en el crítico período de la II República Española.
En el año 2003, el Ministerio de Educación de España destinaba sus primeros fondos para la microfilmación-digitalización del rico archivo de Santos Martínez Saura, que gracias a sus herederos y a la Fundación Bello pasaba a poder de la Biblioteca Nacional.